# Tarasivka, Moghilău
Tarasivka (în ucraineană Тарасівка) este un sat în așezarea urbană Vendiceni din raionul Moghilău, regiunea Vinnița, Ucraina.

## Demografie
Componența lingvistică a localității Tarasivka
     Ucraineană (99,41%)
     Alte limbi (0,59%)
Conform recensământului din 2001, majoritatea populației localității Tarasivka era vorbitoare de ucraineană (99,41%), existând în minoritate și vorbitori de alte limbi.